# Kenya Pipeline
El Kenya Pipeline fue un equipo de fútbol de Kenia que alguna vez jugó en la Liga Keniana de Fútbol, la liga de fútbol más importante del país.

## Historia
Fue fundado en 1978 en la capital Nairobi por la Kenya Pipeline Company, empresa dedicada a la explotación de petróleo. Ascendieron por primera vez a la máxima categoría en la temporada 2001 tras conseguir la tercera posición en la Segunda División.
En su primera temporada en la máxima categoría dieron de que hablar; se ubicaron en el tercer lugar del Grupo B y aparte de eso, ganaron la Copa de Kenia tras vencer en la final al Mumias Sugar FC 1-0 con gol de Moses Gitau.
Durante el periodo de división del fútbol keniano, se unieron a la Liga Nacional, integrada por los equipos opuestos a quienes estaban al mando de la Federación de Fútbol de Kenia, aunque no pudieron sobresalir en ese periodo.
Para la temporada 2005/06, el Pipeline desapareció debido a la falta de apoyo de sus propietarios.
A nivel internacional llegó a jugar en la Recopa Africana 2003, y fue eliminado en la segunda ronda por el Power Dynamos FC de Zambia.

## Palmarés
- Copa de Kenia: 1

2002

## Participación en competiciones de la CAF
| Temporada | Torneo          | Ronda | Club             | Casa | Visita | Global      |
| --------- | --------------- | ----- | ---------------- | ---- | ------ | ----------- |
| 2003      | Recopa Africana | 1     | Anse Réunion FC  | 2-1  | 1-2    | 3-3 (9-8 p) |
| 2003      | Recopa Africana | 2     | Power Dynamos FC | 0-2  | 0-1    | 0-3         |

## Jugadores

### Jugadores destacados
- Moses Gitau
- Robert Mambo Mumba
- McDonald Mariga